# Mario Deluigi

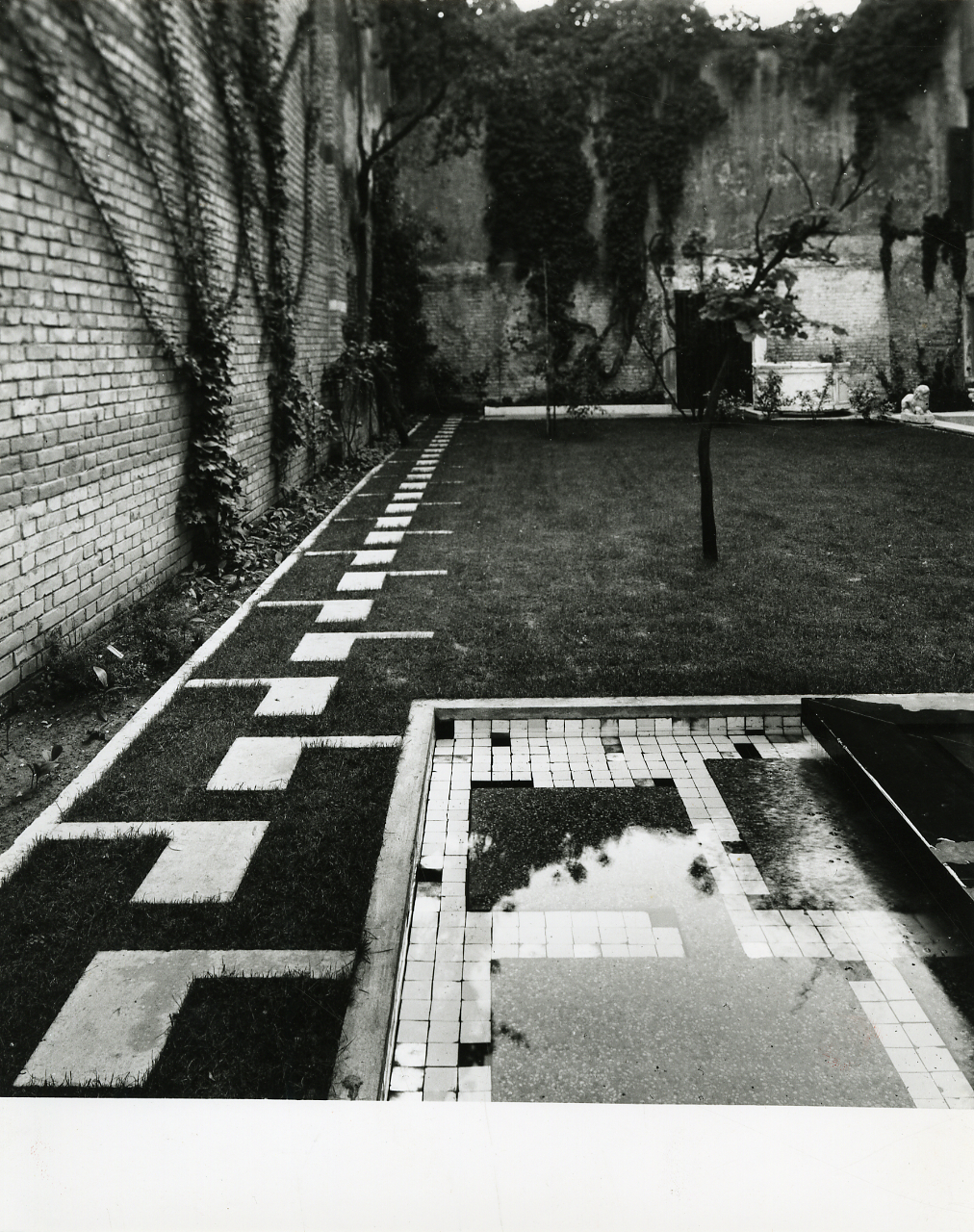
Mosaico di Mario Deluigi nel giardino di Palazzo Querini Stampalia di Venezia. Foto di Paolo Monti, 1963.

Mario Deluigi, scritto a volte De Luigi (Treviso, 21 giugno 1901 – Dolo, 27 maggio 1978), è stato un pittore italiano, affiliato al movimento spazialista fondato da Lucio Fontana, di cui firma il manifesto nel 1951.

## Biografia
Nacque da Eugenio e da Alceste Pasti. Il padre era titolare di una ditta specializzata nelle decorazioni di interni.
Dopo aver conseguito privatamente la maturità artistica nel 1925, avrebbe voluto entrare in conservatorio ma, su pressione dei familiari, si iscrisse all'Accademia di Venezia dove studiò pittura con Ettore Tito e con Virgilio Guidi - senza tuttavia concludere gli esami.
Motivato dalla ricerca della rappresentazione della luce, citato da molti critici, quali Renato Barilli, come uno fra i migliori artisti del Novecento italiano, ha nella tecnica del "grattage" il suo tratto più conosciuto: i suoi quadri realizzati con tale tecnica presentano superfici colorate rigate da minuti graffi, che danno l'illusione di nuvole di scintille.
È stato un artista dalla personalità seria e schiva: la sua opera ha cominciato ad essere riscoperta dalla critica nei testi che, alla fine del ventesimo secolo, cominciarono a tirare le somme sulle maggiori figure del secolo.
I suoi "grattage" vengono considerati come pionieristici per tutta la ricerca spazialista e astratta della seconda parte del Novecento, in pratica un accenno a quello che poi diverrà il gesto risolutivo del "taglio" di Fontana.
Deluigi ha partecipato a otto Biennali di Venezia: 1930, 1932, 1948, 1950, 1952, 1954, 1962 (sala personale), 1968 (sala personale) e a due Quadriennali di Roma: 1959, 1972.
La Biennale di Venezia gli ha dedicato nel 1980 un'importante retrospettiva.
Opere di Deluigi sono presenti in numerosi musei e raccolte pubbliche.
Una sua importante opera è esposta nella collezione permanente del Museo Revoltella di Trieste.
Collaborò con la Scuola dei Mosaicisti del Friuli, eseguendo, per conto della SADE,  i cartoni per i panelli musivi per le seguenti centrali : termoelettrica Marghera “Giuseppe Volpi” (1951), idrica Soverzene “Achille Gaggia”(1952), idrica Malga Ciapela (1956), idrica Somplago (1957), idrica Sospirolo – Mis (1957), termica Porto Corsini (1959), idrica  Pontesei (1960). 
Disegnò anche il grande mosaico della Stazione di Venezia Santa Lucia.

## Musei
- Civico Museo d'Arte Contemporanea, Milano
- Fondazione Biscozzi Rimbaud Lecce
- MART, Museo d'Arte Moderna e Contemporanea di Trento e Rovereto
- Museo Revoltella, Trieste